# Marvel Extra
A Marvel Extra egy kéthavonta megjelenő képregénysorozat volt, ami Magyarországon jelent meg a Semic Interprint kiadásában 1993 és 1996 között.

## Története
A kiadvány azzal a céllal indult útjára 1993 februárjában, hogy a Marvel Comics univerzumának minél szélesebb szeletét mutassa be. A Marvel Extrának mindössze 24 száma jelent meg, az utolsó 1996 decemberében.
A sorozat helyet adott a Marvel ismertebb szuperhőseinek és szuperhős-csapatainak, melyek hazánkban önálló kiadvánnyal nem rendelkeztek, köztük a Bosszú Angyalai, a Fantasztikus Négyes, Vasember és a Fenegyerek kalandjainak. Ezen kívül az önálló kiadványok nagyobb történeteinek, így az X-Menben megjelenő Infernónak valamint a Marvel szuperhősök egyik legnagyobb terjedelmű közös kalandjának a Titkos háborúnak.

## Számok
A megjelent számok nagyjából 48 oldalasak voltak, és két amerikai számot foglaltak magukban.
- ISSN: 1216-9080

### Marvel Extra #1
- Megjelent: 1993. február
- Borító eredetije: Avengers Vol. 1 #236 (1983. október)
- Borítót rajzolta: Al Milgrom és Joe Sinnott
- Eredeti ár: 89 Ft
- Dokumentáció: Amerika Kapitány (polgári neve: Steve Rogers); Holdkő (polgári neve: Dr. Karia Sofen); Darázs (polgári neve: Janet van Dyne) és Lávaember. Valamennyi féloldalas terjedelmű.
- Megjegyzés: Kétoldalas „Marvel-pályázat” található a lap közepén.

| eredeti kiadvány     | eredeti megjelenés | írta        | rajzolta                  | fordította  | történet eredeti címe    | történet magyar címe              |
| -------------------- | ------------------ | ----------- | ------------------------- | ----------- | ------------------------ | --------------------------------- |
| Avengers Vol. 1 #236 | 1983. október      | Roger Stern | Al Milgrom és Joe Sinnott | Bayer Antal | I want to be an Avenger! | Be akarok állni az angyalok közé! |
| Avengers Vol. 1 #237 | 1983. november     | Roger Stern | Al Milgrom és Joe Sinnott | Bayer Antal | Meltdowns and mayhem     | Pánik a kutatóba                  |

### Marvel Extra #2
- Megjelent: 1993. április
- Borító eredetije:
- Borítót rajzolta:
- Eredeti ár: 89 Ft
- Dokumentáció: Pókember (polgári neve: Peter Parker) és Amerika Kapitány (polgári neve: Steve Rogers) 1-1 oldalas jellemrajzok.
- Megjegyzés: Kétoldalas poszter található a lap közepén, ami Pókembert és Amerika Kapitányt ábrázolja (e poszter eredetileg a The Amazing Spider-man Vol. 1 #323 számának borítóján szerepelt, ami később a magyar A Csodálatos Pókember [első sorozat] 80. számának borítófedője is volt). A képregény végén 1 oldalas „Marvel-posta” szerepel, míg a hátsó külső borítón a Bosszú Angyalai csapatának képe látható.

| eredeti kiadvány     | eredeti megjelenés | írta        | rajzolta                                | fordította  | történet eredeti címe | történet magyar címe |
| -------------------- | ------------------ | ----------- | --------------------------------------- | ----------- | --------------------- | -------------------- |
| Avengers Vol. 1 #273 | 1986. november     | Roger Stern | John Buscema, Tom Palmer és Paul Becton | Bayer Antal | Rites of conquest!    | Csapatösszevonások   |
| Avengers Vol. 1 #280 | 1987. június       | Bob Harras  | Bob Hall, Kyle Baker és mx Scheele      | Bayer Antal | Faithful servant      | Maradok tisztelettel |

### Marvel Extra #3
- Megjelent: 1993. június
- Borító eredetije: Avengers Vol. 1 #274 (1986. december)
- Borítót rajzolta: John Buscema és Tom Palmer
- Eredeti ár: 99 Ft
- Dokumentáció: Uatu, a Szemlélő (2 oldal)
- Megjegyzés: A képregény közepén 2 oldalas „Marvel-posta” olvasható. A hátsó külső borítón a Bosszú Angyalai csapatának hatodik felállásáról közöltek képet.

| eredeti kiadvány     | eredeti megjelenés | írta                           | rajzolta                   | fordította  | történet eredeti címe | történet magyar címe |
| -------------------- | ------------------ | ------------------------------ | -------------------------- | ----------- | --------------------- | -------------------- |
| Avengers Vol. 1 #274 | 1986. december     | Roger Stern                    | John Buscema és Tom Palmer | Bayer Antal | Divided… we fall!     | Oszd meg és…         |
| Iron Man Vol. 1 #219 | 1987. június       | David Michelinie és Bob Layton | Bob Layton                 | Bayer Antal | Ghost story           | Szellemek nincsenek  |

### Marvel Extra #4
- Megjelent: 1993. augusztus
- Borító eredetije: Iron Man Vol. 1 #219 (1987. június)
- Borítót rajzolta: Bob Layton
- Eredeti ár: 99 Ft
- Dokumentáció: Vasember (polgári neve: Anthony Stark) és Thor 2-2 oldalas képes dokumentáció.
- Megjegyzés: A képregény elején 1 oldalas „Marvel-posta” olvasható. A hátsó külső borítón a Bosszú Angyalai csapatának ötödik felállásáról közöltek képet.

| eredeti kiadvány     | eredeti megjelenés | írta                           | rajzolta                     | fordította  | történet eredeti címe | történet magyar címe |
| -------------------- | ------------------ | ------------------------------ | ---------------------------- | ----------- | --------------------- | -------------------- |
| Avengers Vol. 1 #275 | 1987. január       | Roger Stern                    | John Buscema és Tom Palmer   | Bayer Antal | Even a god can die!   | Egy félisten halála! |
| Iron Man Vol. 1 #220 | 1987. július       | David Michelinie és Bob Layton | Mark D. Bright és Bon Layton | Bayer Antal | Ghost of a chance     | A hely szelleme      |

### Marvel Extra #5
- Megjelent: 1993. október
- Borító eredetije: Avengers Vol. 1 #276 (1987. február)
- Borítót rajzolta: Bob Layton
- Eredeti ár: 99 Ft
- Dokumentáció: Fekete Lovag (polgári neve: Dane Whitman) és Roncsoló (polgári neve: Dirk Garthwaite) 2-2 oldalas képes dokumentáció.
- Megjegyzés: A képregény végén 1 oldalas „Marvel-posta” lelhető.

| eredeti kiadvány     | eredeti megjelenés | írta                           | rajzolta                     | fordította  | történet eredeti címe | történet magyar címe |
| -------------------- | ------------------ | ------------------------------ | ---------------------------- | ----------- | --------------------- | -------------------- |
| Avengers Vol. 1 #276 | 1987. február      | Roger Stern                    | John Buscema és Tom Palmer   | Bayer Antal | Revenge               | Visszavágó           |
| Iron Man Vol. 1 #221 | 1987. augusztus    | David Michelinie és Bob Layton | Mark D. Bright és Bon Layton | Bayer Antal | Ghost in the machine! | Szellemtörténet      |

### Marvel Extra #6
- Megjelent: 1993. december
- Borító eredetije: Marvel Super Heroes Secret Wars Vol. 1 #2 (1984. június)
- Borítót rajzolta: Michael Zeck
- Eredeti ár: 99 Ft
- Dokumentáció: Hulk (polgári neve: Robert Bruce Banner) és a Fantasztikus Négyes 2-2 oldalas képes jellemzés.
- Megjegyzés: A füzet legelején rövid bevezető olvasható a Titkos háború című történethez. A képregény végén 1 oldalas „Marvel-posta” lelhető.

| eredeti kiadvány      | eredeti megjelenés | írta        | rajzolta                    | fordította  | történet eredeti címe | történet magyar címe                |
| --------------------- | ------------------ | ----------- | --------------------------- | ----------- | --------------------- | ----------------------------------- |
| Avengers Vol. 1 #277  | 1987. március      | Roger Stern | John Buscema és Tom Palmer  | Bayer Antal | The price of victory  | A győzelem ára                      |
| Secret Wars Vol. 1 #2 | 1984. június       | Jim Shooter | Michael Zeck és John Beatty | Bata István | Prisoners of war      | Titkos háború 2. rész: Hadifoglyok! |

### Marvel Extra #7
- Megjelent: 1994. február
- Borító eredetije: Marvel Super Heroes Secret Wars Vol. 1 #5 (1984. szeptember)
- Borítót rajzolta: Bob Layton és Bob Wiacek
- Eredeti ár: 108 Ft
- Megjegyzés: A füzet legelején 1 oldalas „Marvel-posta” lelhető.

| eredeti kiadvány                          | eredeti megjelenés | írta            | rajzolta                      | fordította                                                | történet eredeti címe     | történet magyar címe                         |
| ----------------------------------------- | ------------------ | --------------- | ----------------------------- | --------------------------------------------------------- | ------------------------- | -------------------------------------------- |
| Secret Wars Vol. 1 #5                     | 1984. szeptember   | Jim Shooter     | Bob Layton és John Beatty     | Bata István                                               | The battle of four armyes | Titkos háború 5. rész: Négy hadsereg csatája |
| Fantastic Four versus the X-Men Vol. 1 #1 | 1987. február      | Chris Claremont | Jon Bogdanove és Terry Austin | Bárány Ferenc (franciául van odaírva: Francoius D’Agneau) | Are you sure?!            | Kétely és bizonytalanság                     |

### Marvel Extra #8
- Megjelent: 1994. április
- Borító eredetije: Marvel Super Heroes Secret Wars Vol. 1 #8 (1984. december)
- Borítót rajzolta: Mike Zeck
- Eredeti ár: 108 Ft
- Megjegyzés: A füzet hátsó külső borítóján 1 oldalas „Marvel-posta” olvasható.

| eredeti kiadvány                          | eredeti megjelenés | írta            | rajzolta                                           | fordította  | történet eredeti címe | történet magyar címe              |
| ----------------------------------------- | ------------------ | --------------- | -------------------------------------------------- | ----------- | --------------------- | --------------------------------- |
| Fantastic Four versus the X-Men Vol. 1 #2 | 1987. március      | Chris Claremont | Jon Bogdanove és Terry Austin                      | Bata István | Truth & consequences  | Az igazság arcai                  |
| Secret Wars Vol. 1 #8                     | 1984. december     | Jim Shooter     | Mike Zeck, John Beatty, Jack Abel és Mike Esposito | Bata István | Invasion              | Titkos háború 8. rész Az invázió! |

### Marvel Extra #9
- Megjelent: 1994. június
- Borító eredetije: Marvel Super Heroes Secret Wars Vol. 1 #11 (1985. március)
- Borítót rajzolta: Mike Zeck
- Eredeti ár: 115 Ft
- Megjegyzés: A füzet legelején 1 oldalas „Marvel-posta” olvasható.

| eredeti kiadvány                          | eredeti megjelenés | írta            | rajzolta                      | fordította  | történet eredeti címe       | történet magyar címe                        |
| ----------------------------------------- | ------------------ | --------------- | ----------------------------- | ----------- | --------------------------- | ------------------------------------------- |
| Secret Wars Vol. 1 #11                    | 1985. március      | Jim Shooter     | Mike Zeck és John Beatty      | Bata István | And dust to dust            | Titkos háború 11. rész: "…és porrá leszel." |
| Fantastic Four versus the X-Men Vol. 1 #3 | 1987. április      | Chris Claremont | Jon Bogdanove és Terry Austin | Bata István | By the soul's darkest light | A lélek fekete fénye                        |

### Marvel Extra #10
- Megjelent: 1994. augusztus
- Borító eredetije: Fantastic Four versus the X-Men Vol. 1 #3 (1987. április)
- Borítót rajzolta: Jon Bogdanove és Terry Austin
- Eredeti ár: 115 Ft
- Dokumentáció: Molekulaember (folytatás az X-Men 18. számából) 1 oldalas dokumentáció.

| eredeti kiadvány                          | eredeti megjelenés | írta            | rajzolta                      | fordította  | történet eredeti címe | történet magyar címe             |
| ----------------------------------------- | ------------------ | --------------- | ----------------------------- | ----------- | --------------------- | -------------------------------- |
| Fantastic Four versus the X-Men Vol. 1 #4 | 1987. május        | Chris Claremont | Jon Bogdanove és Terry Austin | Bata István | A matter of faith     | Bizalom                          |
| Secret Wars #12                           | 1985. április      | Jim Shooter     | Mike Zeck és John Beatty      | Bata István | Nothing to fear       | Titkos háború 13., befejező rész |

### Marvel Extra #11
- Megjelent: 1994. október
- Borító eredetije: Daredevil Vol. 1 #241 (1987. április)
- Borítót rajzolta: Mike Zeck
- Eredeti ár: 115 Ft
- Dokumentáció: 2 oldalas Frank Miller-összefoglaló, Fenegyerek (polgári neve: Matthew Michael Murdock) 3 oldalas képes dokumentáció.

…Ebben, és a következő számunkban megismerhetitek a Fenegyerek egyik klasszikus történetét (a klasszikus alatt többnyire régebben kiadott, neves szerzők által írott és általában nagy port kavart történeteket értek, illetve olyanokat, amelyekre még évekkel később is emlékeznek a képregényrajongók). Ilyen történetet tartunk most a kezünkben, mely négy különböző, ám összefüggő kalandból áll és amelyeknek eredeti (általunk fordítástechnikai okokból, valamint a közismert Steven Seagal-filmmel való azonosság miatt elvetett) címe: Halálra jelölve.
Hogy miért éppen ezt a történetet választottuk? Kétségekívül leginkább azért, mert ezen történetfonal az ahol a nagy tehetségű Frank Miller, az Amerikai Egyesült Államokban az egyik legelismertebb képregényalkotó, csatlakozott a Fenegyerek szerző- és rajzoló-gárdájához…
| eredeti kiadvány      | eredeti megjelenés | írta           | rajzolta                     | fordította  | történet eredeti címe    | történet magyar címe                   |
| --------------------- | ------------------ | -------------- | ---------------------------- | ----------- | ------------------------ | -------------------------------------- |
| Daredevil Vol. 1 #159 | 1979. július       | Roger McKenzie | Frank Miller és Klaus Janson | Bata István | Marked for murder!       | Tegyék el – láb alól!                  |
| Daredevil Vol. 1 #160 | 1979. szeptember   | Roger McKenzie | Frank Miller és Klaus Janson | Bata István | In the hands of Bullseye | Célpont kezei között! …ahol a célpont… |
| Daredevil Vol. 1 #161 | 1979. november     | Roger McKenzie | Frank Miller és Klaus Janson | Bata István | To dare the devil        | Fenegyerek                             |

### Marvel Extra #12
- Megjelent: 1994. december
- Borító eredetije: Daredevil Vol. 1 #168 (1981. január)
- Borítót rajzolta: Frank Miller
- Eredeti ár: 115 Ft
- Megjegyzés: A füzet legelején 1 oldalas „Marvel-posta” olvasható.

| eredeti kiadvány      | eredeti megjelenés | írta           | rajzolta                     | fordította  | történet eredeti címe | történet magyar címe |
| --------------------- | ------------------ | -------------- | ---------------------------- | ----------- | --------------------- | -------------------- |
| Daredevil Vol. 1 #161 | 1979. november     | Roger McKenzie | Frank Miller és Klaus Janson | Bata István | To dare the devil     | Fenegyerek           |
| Daredevil Vol. 1 #164 | 1980. május        | Roger McKenzie | Frank Miller és Klaus Janson | Bata István | Exposé                | Átváltozás           |
| Daredevil Vol. 1 #168 | 1981. január       | Frank Miller   | Frank Miller és Klaus Janson | Bata István | Elektra               | Elektra              |

### Marvel Extra #13
- Megjelent: 1995. február
- Borító eredetije: Fantastic Four: The Trial of Galactus (TPB) 1989
- Borítót rajzolta: John Byrne
- Eredeti ár: 138 Ft
- Dokumentáció: John Byrne bevezetője a könyv alakban kiadott Galactus-per történethez
- Megjegyzés: A magyar kiadványban a Fantastic Four Vol. 1 #242-#244 összevontan jelent meg. A Fantastic Four Vol. 1 #242-ből kimaradt két oldal, a Fantastic Four Vol. 1 #243-ból csak 1 oldal jelent meg, a Fantastic Four Vol. 1 #244-ből csak 3 oldal jelent meg e számban.

| eredeti kiadvány           | eredeti megjelenés | írta                          | rajzolta   | fordította  | történet eredeti címe  | történet magyar címe                              |
| -------------------------- | ------------------ | ----------------------------- | ---------- | ----------- | ---------------------- | ------------------------------------------------- |
| Fantastic Four Vol. 1 #242 | 1982. május        | John Byrne                    | John Byrne | Bata István | Terrax the Untamed     | A Galactus-per 1. rész: Terrax a megállíthatatlan |
| Fantastic Four Vol. 1 #243 | 1982. június       | John Byrne                    | John Byrne | Bata István | Shall Earth Endure?    | A cím nem került lefordításra                     |
| Fantastic Four Vol. 1 #244 | 1982. július       | John Byrne                    | John Byrne | Bata István | Beginnings and Endings | A cím nem került lefordításra                     |
| Uncanny X-Men Vol. 1 #133  | 1980. május        | Chris Claremont és John Byrne | John Byrne | Bata István | Wolverine: Alone!      | Rozsomák: Egyedül!                                |
| Uncanny X-Men Vol. 1 #134  | 1980. június       | Chris Claremont és John Byrne | John Byrne | Bata István | Too late, the heroes!  | A késedelem ára                                   |

### Marvel Extra #14
- Megjelent: 1995. április
- Borító eredetije: Fantastic Four Vol. 1 #257 (1983. augusztus)
- Borítót rajzolta: John Byrne
- Eredeti ár: 148 Ft
- Megjegyzés: A magyar kiadványban a Fantastic Four Vol. 1 #242-#244 összevontan jelent meg. A Fantastic Four Vol. 1 #242-ből csak 5 oldal jelent meg, a Fantastic Four Vol. 1 #243-ból kimaradt 4 oldal, a Fantastic Four Vol. 1 #244-ből kimaradt 7 oldal e számban. A Fantastic Four Vol. 1 #257-ből csak a füzet első 12 oldala jelent meg e kiadványban.

| eredeti kiadvány           | eredeti megjelenés | írta       | rajzolta   | fordította  | történet eredeti címe  | történet magyar címe          |
| -------------------------- | ------------------ | ---------- | ---------- | ----------- | ---------------------- | ----------------------------- |
| Fantastic Four Vol. 1 #242 | 1982. május        | John Byrne | John Byrne | Bata István | Terrax the Untamed     | A Galactus-per 2. rész        |
| Fantastic Four Vol. 1 #243 | 1982. június       | John Byrne | John Byrne | Bata István | Shall Earth Endure?    | A cím nem került lefordításra |
| Fantastic Four Vol. 1 #244 | 1982. július       | John Byrne | John Byrne | Bata István | Beginnings and Endings | A cím nem került lefordításra |
| Fantastic Four Vol. 1 #257 | 1983. augusztus    | John Byrne | John Byrne | Bata István | Fragments              | Töredékek                     |

### Marvel Extra #15
- Megjelent: 1995. június
- Borító eredetije: Fantastic Four Vol. 1 #259 (1983. október)
- Borítót rajzolta: John Byrne
- Eredeti ár: 148 Ft
- Megjegyzés: A Fantastic Four Vol. 1 #258-ból 3 oldal kimaradt a magyar számban. A Fantastic Four Vol. 1 #259-ből mindössze 5 oldal került közlésre a honi kiadásban. A történet közlése folytatódott a 16. számban.

| eredeti kiadvány             | eredeti megjelenés | írta       | rajzolta               | fordította  | történet eredeti címe                                    | történet magyar címe                                           |
| ---------------------------- | ------------------ | ---------- | ---------------------- | ----------- | -------------------------------------------------------- | -------------------------------------------------------------- |
| DC Speciel Series Vol. 1 #27 | 1981. szeptember   | Len Wein   | José Luis García-Lopez |             | Batman vs the Incredible Hulk: When Dreams Won't Come!   | Batman és a hihetetlen Hulk: Álmok nélkül                      |
| DC Speciel Series Vol. 1 #27 | 1981. szeptember   | Len Wein   | José Luis García-Lopez |             | Batman vs the Incredible Hulk: When the Sea Churns Green | Batman és a hihetetlen Hulk: Amikor a tenger zöld tajtékot vet |
| DC Speciel Series Vol. 1 #27 | 1981. szeptember   | Len Wein   | José Luis García-Lopez |             | Batman vs the Incredible Hulk: When the Shaper Commands  | Batman és a hihetetlen Hulk: A formáló így parancsolja...!     |
| Fantastic Four Vol. 1 #258   | 1983. szeptember   | John Byrne | John Byrne             | Bata István | Interlude                                                | A Galactus-per 3. rész: Zsarnokok és szolgák                   |
| Fantastic Four Vol. 1 #259   | 1983. október      | John Byrne | John Byrne             | Bata István | Choices                                                  | A cím nem került lefordításra                                  |

### Marvel Extra #16
- Megjelent: 1995. augusztus
- Borító eredetije: Fantastic Four Vol. 1 #260 (1983. november)
- Borítót rajzolta: John Byrne
- Eredeti ár: 148 Ft
- Megjegyzés: Nem minden az amerikai füzetekben szereplő lap került bele a magyar kiadványba. A füzet legvégén a Fantastic Four Vol. 1 #261 számának borítója díszeleg. Ugyanezen amerikai szám két utolsó lapja a Marvel Extra 17. számában került kiadásra.

| eredeti kiadvány           | eredeti megjelenés | írta       | rajzolta   | fordította  | történet eredeti címe        | történet magyar címe          |
| -------------------------- | ------------------ | ---------- | ---------- | ----------- | ---------------------------- | ----------------------------- |
| Fantastic Four Vol. 1 #259 | 1983. október      | John Byrne | John Byrne | Bata István | Choices                      | A Galactus-per 4. rész        |
| Fantastic Four Vol. 1 #260 | 1983. november     | John Byrne | John Byrne | Bata István | When Titans Clash!           | A cím nem került lefordításra |
| Fantastic Four Vol. 1 #261 | 1983. december     | John Byrne | John Byrne | Bata István | The Search for Reed Richards | A cím nem került lefordításra |

### Marvel Extra #17
- Megjelent: 1995. október
- Borító eredetije: Fantastic Four Vol. 1 #262 (1984. január)
- Borítót rajzolta: John Byrne
- Eredeti ár: 168 Ft
- Megjegyzés: Az X-Factor Vol. 1 #34-ből csak 2 oldal jelent meg. Az Infernó című történet az X-men 28. számában folytatódott.

| eredeti kiadvány           | eredeti megjelenés | írta            | rajzolta                    | fordította  | történet eredeti címe        | történet magyar címe          |
| -------------------------- | ------------------ | --------------- | --------------------------- | ----------- | ---------------------------- | ----------------------------- |
| Uncanny X-Men Vol. 1 #239  | 1988. december     | Chris Claremont | Marc Silvestri és Dan Green | Bata István | Vanities!                    | Infernó 0. rész: Hívságok     |
| X-Factor Vol. 1 #34        | 1988. november     | Louise Simonson | Walter Simonson             | Bata István | Death!                       | A cím nem került lefordításra |
| Fantastic Four Vol. 1 #261 | 1983. december     | John Byrne      | John Byrne                  | Bata István | The Search for Reed Richards | A cím nem került lefordításra |
| Fantastic Four Vol. 1 #262 | 1984. január       | John Byrne      | John Byrne                  | Bata István | The trial of Mr. Fantastic   | Reed Richardsnak pere         |

### Marvel Extra #18
- Megjelent: 1995. december
- Borító eredetije: Uncanny X-men Vol. 1 #242 (1989. március)
- Borítót rajzolta: Marc Silvestri, Dan Green és Tom Orzechowski
- Eredeti ár: 168 Ft
- Dokumentáció: 4 oldalas Bosszú Angyalai-dokumentáció.
- Megjegyzés: A füzet közepén 2 oldalas „Adok-ka-pók” csere-bere rovat található. Az Infernó című történet az X-men 30. számában folytatódott.

| eredeti kiadvány          | eredeti megjelenés | írta            | rajzolta       | fordította  | történet eredeti címe          | történet magyar címe             |
| ------------------------- | ------------------ | --------------- | -------------- | ----------- | ------------------------------ | -------------------------------- |
| Uncanny X-Men Vol. 1 #242 | 1989. március      | Chris Claremont | Marc Silvestri | Bata István | Inferno, Part the Third: Burn! | Infernó 4. rész: Izzó indulatok! |
| Avengers Vol. 1 #305      | 1989. július       | John Byrne      | Paul Ryan      | Bata István | Avengers Assemble!             | Jönnek a lávaemberek!            |

### Marvel Extra #19
- Megjelent: 1996. február
- Borító eredetije: Avengers Vol. 1 #306 (1989. augusztus)
- Borítót rajzolta: Paul Ryan és Tom Palmer
- Eredeti ár: 189 Ft
- Dokumentáció: Angyal (polgári neve: Warren Kenneth Worthington III) 2 oldalas és Küklopsz (polgári neve: Scott „Slim (Vékony)” Summers 3 oldalas képes dokumentáció.
- Megjegyzés: Az Infernó című történet az X-men 31. számában folytatódott. E szám elülső belső borítóján X-Factor Vol. 1 #38 borítója látható.

| eredeti kiadvány     | eredeti megjelenés | írta            | rajzolta        | fordította  | történet eredeti címe      | történet magyar címe    |
| -------------------- | ------------------ | --------------- | --------------- | ----------- | -------------------------- | ----------------------- |
| X-Factor Vol. 1 #38  | 1989. március      | Louise Simonson | Walter Simonson | Bata István | Duet!                      | Infernó 6. rész: Duett! |
| Avengers Vol. 1 #306 | 1989. augusztus    | John Byrne      | Paul Ryan       | Bata István | There is a fire down below | Az Alvilág!             |

### Marvel Extra #20
- Megjelent: 1996. április
- Borító eredetije: X-Factor Vol. 1 #39 (1989. április)
- Borítót rajzolta: Walter Simonson
- Eredeti ár: 189 Ft
- Dokumentáció: A Lávaemberek 1 oldalas képes jellemzés.
- Megjegyzés: A füzet közepén 1 oldalas „Adok-ka-pók” csere-bere rovat található. Leghátul a The Avengers Vol. 1 #307 számának borítója látható.

| eredeti kiadvány         | eredeti megjelenés | írta            | rajzolta        | fordította  | történet eredeti címe | történet magyar címe                      |
| ------------------------ | ------------------ | --------------- | --------------- | ----------- | --------------------- | ----------------------------------------- |
| X-Factor Vol. 1 #39      | 1989. április      | Louise Simonson | Walter Simonson | Bata István | Ashes to Ashes        | Infernó 9. (befejező) rész: Porból lettél |
| The Avengers Vol. 1 #307 | 1989. szeptember   | John Byrne      | Paul Ryan       | Bata István | Metamorphosis         | Metamorfózis                              |

### Marvel Extra #21
- Megjelent: 1996. június
- Borító eredetije: Avengers Vol. 1 #308 (1989. október)
- Borítót rajzolta: Paul Ryan és Tom Palmer
- Eredeti ár: 198 Ft
- Dokumentáció: Olympia 1 oldalas, Örökkévalók 3 oldalas és Egyagy 1 oldalas jellemzés.

| eredeti kiadvány     | eredeti megjelenés | írta       | rajzolta                                  | fordította  | történet eredeti címe | történet magyar címe |
| -------------------- | ------------------ | ---------- | ----------------------------------------- | ----------- | --------------------- | -------------------- |
| Avengers Vol. 1 #308 | 1989. október      | John Byrne | Paul Ryan, Tom Palmer és Christie Scheele | Bata István | Journey               | Az utazás            |
| Avengers Vol. 1 #309 | 1989. november     | John Byrne | Paul Ryan, Tom Palmer és Christie Scheele | Bata István | To find Olympia!      | Olympia              |

### Marvel Extra #22
- Megjelent: 1996. augusztus
- Borító eredetije: Fantastic Four Vol. 1 #293 (1986. augusztus)
- Borítót rajzolta: John Byrne
- Eredeti ár: 198 Ft
- Dokumentáció: Blastaar 1 oldalas, A Láthatatlan (polgári neve: Susan Storm Richards) 3 oldalas összefoglaló.

| eredeti kiadvány           | eredeti megjelenés | írta       | rajzolta                                  | fordította  | történet eredeti címe         | történet magyar címe       |
| -------------------------- | ------------------ | ---------- | ----------------------------------------- | ----------- | ----------------------------- | -------------------------- |
| Avengers Vol. 1 #310       | 1989. november     | John Byrne | Paul Ryan, Tom Palmer és Christie Scheele | Bata István | Death in Olympia!             | Halál Olympiában           |
| Fantastic Four Vol. 1 #293 | 1986. augusztus    | John Byrne | John Byrne                                | Bata István | Central City Does Not Answer! | Central City nem válaszol! |

### Marvel Extra #23
- Megjelent: 1996. október
- Borító eredetije: Fantastic Four Vol. 1 #295 (1986. október)
- Borítót rajzolta: Jerry Ordway
- Eredeti ár: 198 Ft
- Dokumentáció: Amazon 2 oldalas jellemrajz.
- Megjegyzés: A lap közepén 1-1 kép szerepel a Fáklyáról, Amazonról és a A Láthatatlanról.

| eredeti kiadvány           | eredeti megjelenés | írta                      | rajzolta                  | fordította | történet eredeti címe  | történet magyar címe    |
| -------------------------- | ------------------ | ------------------------- | ------------------------- | ---------- | ---------------------- | ----------------------- |
| Fantastic Four Vol. 1 #294 | 1986. szeptember   | Roger Stern és John Byrne | Jerry Ordway              | Oláh Gábor | Hero Worship           | Hőskultusz              |
| Fantastic Four Vol. 1 #295 | 1986. október      | Roger Stern               | Jerry Ordway és Al Gordon | Oláh Gábor | Welcome to the Future! | Hozott isten a jövőben! |

### Marvel Extra #24
- Megjelent: 1996. december
- Borító eredetije: Amazing Spider-man Vol. 1 #293 (1987. október)
- Borítót rajzolta: Mike Zeck és Bob McLeod
- Eredeti ár: 198 Ft
- Megjegyzés: A sorozat utolsó száma. A lap közepén 3 oldalon látható valamennyi addig megjelent Marvel Extra-képregény borítója egy rövidebb üzenettel a 3. lap legalján.

Kedves Marvel Extra rajongók!

Szomorúan tudatom veletek a hírt: A Marvel Extra a jelenlegi, 1996/6-os számmal megszűnik. A döntést nehezen hoztuk meg, ám számos körülményt figyelembe véve, melyekre itt nem térünk ki, így kellett cselekednünk.
A hír némelyikőtöket bizonyára kellemetlenül és váratlanul éri. Tudnotok kell, hogy mi is nehezen válunk meg ettől a laptól, de – ismétlem – nem volt más választásunk…

Köszönjük valamennyiőtöknek, hogy velünk tartottatok.
| eredeti kiadvány                       | eredeti megjelenés | írta            | rajzolta  | fordította  | történet eredeti címe | történet magyar címe                           |
| -------------------------------------- | ------------------ | --------------- | --------- | ----------- | --------------------- | ---------------------------------------------- |
| The Amazing Spider-Man Vol. 1 #293     | 1987. október      | J. M. DeMatteis | Mike Zeck | Bata István | Crawling              | Kraven utolsó vadászata 2. rész: A felszínről… |
| The Spectacular Spider-Man Vol. 1 #131 | 1987. október      | J. M. DeMatteis | Mike Zeck | Bata István | Descent               | Kraven utolsó vadászata 3. rész: …a mélységbe  |

## A Kingpin kiadó és a folytatás
Közel 14 évnyi szünet után a Kingpin kiadó felelevenítette a hagyományt, s kiadott egy "szuperhős-válogatást" közlő képregény-gyűjteményt, amely az Új Marvel Extra címet viselte.
E 2010 novemberében megjelenő 132 oldalas képregény könyvesbolti forgalomba került. A kötet a II. szegedi képregényfesztiválon debütált a szélesebb közönség előtt. Az első Új Marvel Extra 4 történetet tartalmaz: egyet Pókember „hőskorából”, egy Pókember-Fáklya közös-kalandot, egy önálló Hulk valamint Deadpool-történetet. Deadpool, ha az újvilági (Ultimate Spider-man) Pókember-cselekményeket közlő Csodálatos Pókember (2001-es, 2. sorozat) füzeteket figyelmen kívül hagyjuk, itt mutatkozott be először a magyar olvasóközönség előtt. A kiadvány számos dokumentációt is tartalmaz a bennük feltűnő szereplőkről, így különösen Kravenről, a vadászról, Hulkról, Rinóról, a Fáklyáról és Deadpoolról
A Kingpin kiadó hű kívánt maradni a 90-es években megjelenő Marvel Extra képújságokhoz és megpróbált olyan képregényeket, olyan hősöket és szuperbűnözőket megismertetni a magyar olvasóközönséggel, amelyek illetve akik még kevéssé (vagy egyáltalán nem) ismertek, így önálló könyvben nincs lehetőségük megjelenni, de mégis, érdemes velük megismerkedni.

### Új Marvel Extra
- Megjelent: 2010. november
- Borító eredetije: The Incredible Hulk #378 (1991. február)
- Eredeti ár: 2490 Ft

| eredeti kiadvány                  | eredeti megjelenés | írta        | rajzolta        | fordította  | történet eredeti címe                    | történet magyar címe              |
| --------------------------------- | ------------------ | ----------- | --------------- | ----------- | ---------------------------------------- | --------------------------------- |
| Amazing Spider-Man Vol. 1. #47    | 1967. április      | Stan Lee    | John Romita Sr. | Harza Tamás | In the Hands of the Hunter!              | A vadász markában!                |
| The Incredible Hulk #378          | 1991. február      | Peter David | Bill Jaaska     | Harza Tamás | Rhino Plastered                          | Randarinózás                      |
| Spider-Man-Human Torch Vol. 1. #5 | 2005. július       | Dan Slott   | Ty Templeton    | Harza Tamás | Together Again                           | Újra együtt                       |
| Deadpool Vol. 1. #11              | 1997. december     | Joe Kelly   | Pete Woods      | Harza Tamás | With Great Power Comes Great Coincidence | A nagy erő nagy véletlenekkel jár |

## Külső hivatkozások
- a SEMIC Interprint utódjának az ADOC-SEMIC honlapja
- A sorozat adatlapja a kepregenydb.hu oldalon